# Jeff Speakman
Jeffrey F. Speakman (ur. 8 listopada 1958 w Chicago) – amerykański aktor, producent filmowy, mistrz sztuk walki w sztuce amerykańskiego kenpō i japońskiego gōjū-ryū, zdobywając czarny pas. W latach 90. XX wieku stał się jednym z najbardziej popularnych gwiazdorów filmów akcji wideo.

## Życiorys
Urodził się i wychował na przedmieściach Chicago w Illinois. Od dziecka interesował się sportem. Uczęszczał do John Hersey High School w Arlington Heights, gdzie osiągnął sukces w skokach do wody w zawodach ogólnoamerykańskich. Ukończył studia licencjackie w Missouri Southern State College w Joplin w Missouri na wydziale psychologii ogólnej.
Zafascynowany serialem Kung Fu, podczas studiów w 1978 rozpoczął karierę w sztukach walki, a w 1980 zdobył czarny pas w japońskim gōjū-ryū. Po studiach przeprowadził się do Los Angeles w Kalifornii. Uczył się kenpō i w 1984 otrzymał czarny pas pierwszego stopnia. Jego trenerem był Ed Parker. 2 lipca 2013 zdobył 9 Dan, a 9 lipca 2022 awansował do dziesiątego stopnia. W 1993 dostał się do słynnej Galerii Sław Czarnych Pasów magazynu „Black Belt” jako najlepszy instruktor roku, a także został wprowadzony do Galerii Sław Światowych Sztuk Walki i Galerii Sław Mistrzów.
Po raz pierwszy trafił na ekran jako gość na weselu w komediodramacie Bystre dziewczyny (Pretty Smart, 1987). Po występie jako 
patron kawiarni w komedii grozy klasy B Skała rzeźnicza (Slaughterhouse Rock, 1987), został obsadzony w roli byłego skazańca Joego Velasco, który próbuje uporządkować swoje życie, ale powoli zostaje wciągnięty w zawiły spisek morderstwa w stylowym dreszczowcu noir Drogi boczne (Side Roads, 1988). W dramacie sensacyjnym Sheldona Letticha Lwie serce (Lionheart, 1990) z Jeanem-Claude’em van Damme’em pojawił się jako statysta. Dołączył do gwiazd kina akcji wideo po występach w filmach: Niezawodna Obrona (The Perfect Weapon, 1991), Rycerz uliczny (Street Knight, 1993) i Ekspert (The Expert, 1995).

## Filmografia

### Filmy
| Rok  | Film                                            | Rola                                      | Reżyser                   |
| ---- | ----------------------------------------------- | ----------------------------------------- | ------------------------- |
| 1987 | Bystre dziewczyny (Pretty Smart)                | gość na weselu                            | Dimitri Logothetis        |
| 1987 | Skała rzeźnicza (Slaughterhouse Rock)           | gość w knajpce                            | Dimitri Logothetis        |
| 1988 | Drogi boczne (Side Roads)                       | Joseph Velasco                            | Bill Bordy                |
| 1990 | Lwie serce (Lionheart)                          | ochroniarz w rezydencji                   | Sheldon Lettich           |
| 1991 | Niezawodna obrona (The Perfect Weapon)          | Jeff Sanders                              | Mark DiSalle              |
| 1993 | Rycerz uliczny (Street Knight)                  | Jake Barrett                              | Albert Magnoli            |
| 1995 | Ekspert (The Expert)                            | John Lomax                                | Rick Avery William Lustig |
| 1995 | Misja specjalna (Deadly Outbreak, wideo)        | sierżant Dutton Hatfield                  | Rick Avery                |
| 1997 | Ucieczka z Atlantydy (Escape From Atlantis, TV) | Matt Spencer                              | Strathford Hamilton       |
| 1997 | Ucieczka z Kuby (Plato’s Run)                   | Dominick                                  | James Becket              |
| 1998 | Operacja Skorpion (Scorpio One)                 | Jared Stone                               | Worth Keeter              |
| 1998 | Dzień pamięci (Memorial Day)                    | Edward Downey                             | Worth Keeter              |
| 1998 | Zabójcza kampania (Land of the Free)            | Frank Jennings                            | Jerry Jameson             |
| 1999 | Zabij albo giń (Running Red, wideo)             | Greg / Gregori także producent wykonawczy | Jerry P. Jacobs           |
| 2000 | Gorące chłopaki (Hot Boyz, wideo)               | Pan Keaton                                | Master P                  |
| 2001 | Bureizu obu za san                              |                                           | Toto Natividad            |
| 2002 | Night Terror                                    | profesor Eric Lang                        | Ric La Monte              |
| 2004 | Dotrzymać słowa (The Gunman)                    | Scott Sherwin                             | Daniel Millican           |
| 2006 | Zasięg rażenia (Striking Range)                 | Kilmer                                    | Daniel Millican           |

### Seriale
| Rok  | Film                       | Rola                        | Odcinki                            |
| ---- | -------------------------- | --------------------------- | ---------------------------------- |
| 1989 | Detektyw Hunter (Hunter)   | oficer                      | odc. „The Pit”                     |
| 1989 | 13 East                    | kierowca                    | odc. „Where’s the Ticket?”         |
| 1995 | Joe Bob’s Drive-In Theater | Jake (materiały archiwalne) | odc. „Blood, Breasts, and Beasts”  |
| 1999 | V.I.P.                     | w roli samego siebie        | odc. „The Last Temptation of Val”  |
| 2020 | The Art of Action          | w roli samego siebie        | odc. „Jeff Speakman – Episode 17”  |
| 2022 | Everyday Martial Artist    | w roli samego siebie        | odc. „Jeff Speakman”               |
| 2022 | Two Dollar Late Fee        | w roli samego siebie        | odc. „The Jeff Speakman Interview” |